# Bużkowicze
Bużkowicze (ukr. Бужковичі, Bużkowyczi) – wieś na Ukrainie, w obwodzie wołyńskim, w rejonie włodzimierskim, w hromadzie Pawliwka. W 2001 roku liczyła 231 mieszkańców.

## Historia
Na początku XX w. wieś w gminie Chorów (powiat horochowski) w województwie wołyńskim.
Do 2020 w rejonie iwanickim.